# Miroton de bœuf
Le miroton de bœuf dit aussi bœuf-miroton ou bœuf mironton, est un plat de la cuisine française traditionnelle. 

## Ingrédients
Ce mets est composé de viande de bœuf restante d'un pot-au-feu, coupée en dés ou en morceaux, revenue à la poêle avec des petits oignons et une botte de carottes.

## Accord mets-vin
(juillet 2021).
Le miroton, mets à base de viande rouge, s'accorde parfaitement avec des vins de la même couleur. On peut choisir soit un vin rouge dans les appellations du sud-ouest comme gaillac, irouléguy, buzet, fronton ou bergerac, sinon celles de l'axe Saône-Rhône telles que saint-amour, beaujolais-villages, coteaux bourguignons ou châtillon-en-diois.

## Littérature
Le bœuf miroton est un plat classique du roman policier francophone. On le retrouve notamment[style à revoir] dans l'œuvre de Georges Simenon, aux côtés de la blanquette de veau.[réf. nécessaire]